# Twiskemolen
De Twiskemolen is een achtkante met riet gedekte grondzeiler tussen Landsmeer en Oostzaan (daar waar de grens tussen deze dorpen door het midden van de molen loopt) in recreatiegebied Het Twiske. Hij heeft een vlucht van 24,00 meter. De molen is hier in 1974 neergezet, nadat hij aanvankelijk stond in Barsingerhorn voor het bemalen van de Hooglandspolder. Op de baard staan daarom de jaartallen 1572 en 1974 vermeld, alhoewel de molen in Barsingerhorn al bekend was van 1525. De molen werd aangekocht om de Polder Oostzaan te bemalen.
Op 18 oktober 2016 trof een kleine tornado de stilstaande molen, vernielde daarbij de kap en brak de bovenas, waardoor het wiekenkruis naar beneden viel. Ook de zware, houten windpeluw werd 100 meter ver weggeblazen. In 2017-2018 is de kap gerestaureerd en zijn nieuwe roeden gestoken. Inmiddels kan er weer op windkracht gemalen worden.

## Externe link

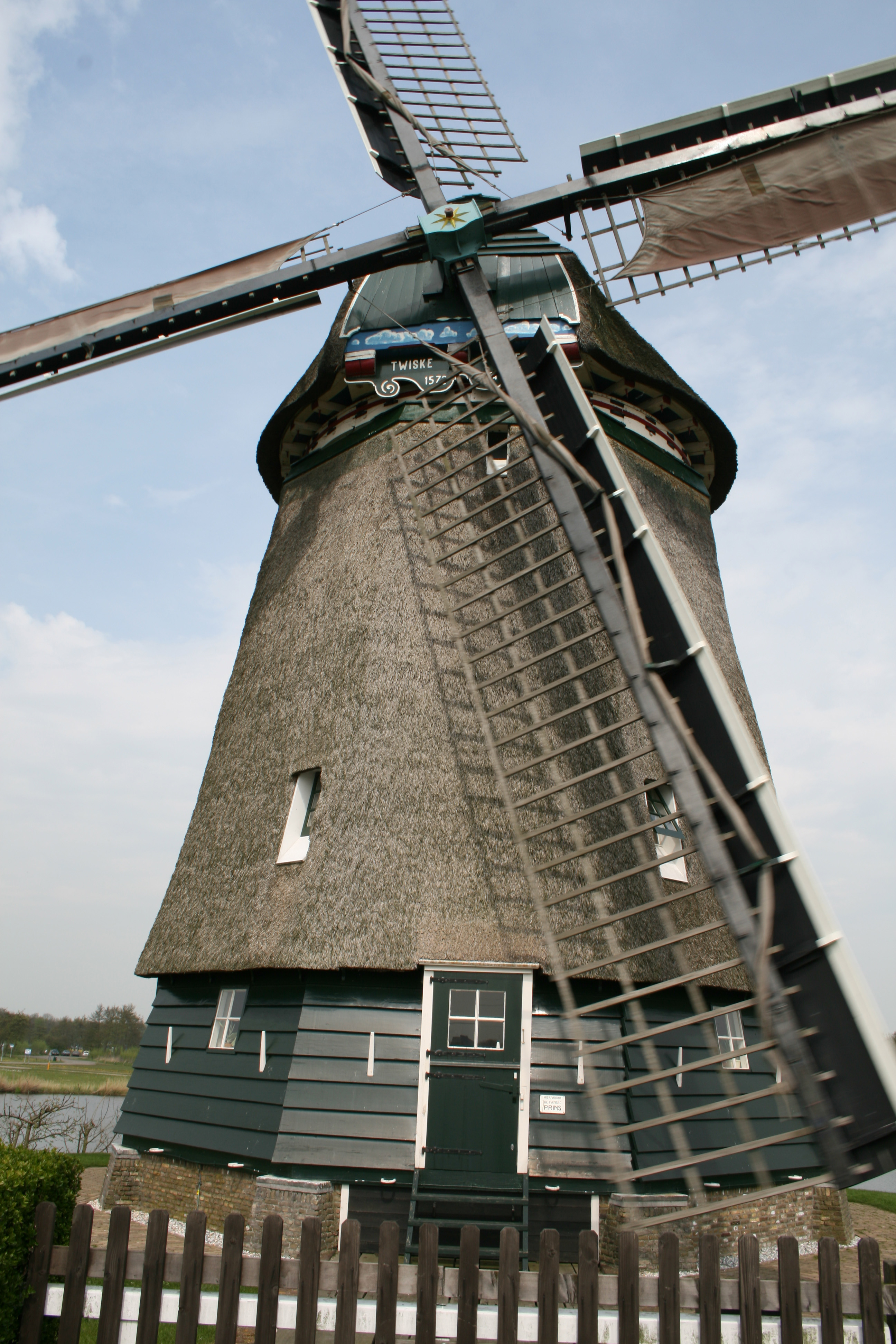
Voorzijde Twiskemolen